# Eurex
Die European Exchange (Eurex) ist eine der weltweit größten Terminbörsen für Finanzderivate (Futures und Optionen), die 1998 aus dem Zusammenschluss der DTB (Deutsche Terminbörse) und der zur SWX Swiss Exchange gehörenden SOFFEX (Swiss Options and Financial Futures Exchange) hervorging. Die Marke Eurex ist geschützt.

## Geschichte
Ende 1996 unterzeichneten Deutsche Börse AG und SWX Swiss Exchange eine Absichtserklärung, um eine gemeinsame Handels- und Clearing-Plattform für ihre derivativen Produkte zu schaffen. 
Am 4. September 1997 wurde im schweizerischen Bürgenstock die Bildung einer solchen Plattform offiziell bekannt gegeben. Im Laufe des Jahres 1998 konnte die Fusion zwischen der Deutschen Terminbörse (DTB) und der Swiss Options and Financial Futures Exchange (SOFFEX) zur European Exchange (Eurex) technisch und organisatorisch umgesetzt werden. Seit September 1998 handeln die Mitglieder beider Börsen nun auf der gemeinsamen Handels- und Clearing-Plattform. Damit gehören die beiden Börsen zu den ersten Institutionen, die den Zugang zu Derivate-Märkten über elektronische Handelsplattformen ermöglicht haben.
Bis 2012 war die Muttergesellschaft der Eurex Frankfurt AG die Eurex Zürich AG, die 100 % der Anteile hielt und an der die Deutsche Börse AG und die SWX Swiss Exchange zu gleichen Teilen beteiligt war. Tochtergesellschaften der Eurex Frankfurt AG sind die U.S. Exchange Holdings, Inc., Eurex Clearing AG (ECAG), Eurex Repo GmbH und die Eurex Bonds GmbH. Die Eurex Deutschland ist der öffentlich-rechtliche Teil der Eurex. Die Eurex AG gehört seit 2012 zu 100 % der Deutsche Börse Group.
Zu den ersten Produkten, die neben den von der DTB und der SOFFEX übernommenen Produkten an Eurex neu eingeführt werden, gehören Optionen auf Euro-Schatz-Futures, Dreimonats-EURIBOR-Futures, Euro-Buxl-Futures sowie Futures auf den EURO STOXX 50 (Index-Future). Im Geschäftsjahr 1998 wurden bereits knapp über 248 Millionen Kontrakte durch insgesamt 313 registrierte Mitglieder gehandelt.
Seit 1999 steht den Marktteilnehmern eine grafische Benutzeroberfläche für den Handel an der Eurex zur Verfügung; im Zuge der Kooperation zwischen Eurex und der Helsinki Exchange Group Ltd. (HEX) werden im September 1999 neue Produkte auf skandinavische Indizes und Einzelwerte eingeführt. Gegenüber dem Vorjahr kann Eurex im Jahr 1999 ein deutliches Wachstum an Mitgliedern (auf über 400) und im Volumen (insgesamt rund 380 Millionen gehandelte Kontrakte) verzeichnen.
Gestaffelt über das Jahr 2000 wurden immer mehr Optionen auf einzelne Werte des EURO STOXX 50 Index eingeführt. Ebenso wurde in der Folgezeit das Angebot an Futures und Optionen auf Branchenindizes des EURO STOXX und des STOXX Europe 600 erweitert sowie auch auf Optionen auf die liquidesten amerikanischen Einzelwerte. Neben dem Geschäft mit Futures und Optionen baute Eurex ein weiteres Standbein im außerbörslichen Handel und Clearing auf: Gemeinsam mit institutionellen Marktteilnehmern betreibt Eurex ab Oktober 2000 die beiden Plattformen Eurex Bonds und Eurex Repo für den Handel mit Staatsanleihen beziehungsweise den Repohandel mit Staatsanleihen und Jumbo-Pfandbriefen.
Die Vielzahl neuer Produkte und die stetige Verbesserung der Handels- und Clearingbedingungen führen dazu, dass im Jahr 2001 über 674 Millionen Kontrakte an Eurex gehandelt wurden.
Im November 2002 wurde der Handel mit Futures und Optionen auf Börsengehandelte Fonds (ETF) eingeführt. Durch die erweiterte Sektorproduktpalette sowie Optionen auf immer mehr Einzelwerte aus Europa und den USA wurden im Jahr 2002 über 800 Millionen gehandelter Kontrakte registriert.
Anfang des Jahres 2003 ergänzte Eurex ihre Produkte im Zinsbereich um Futures auf den Zinssatz EONIA (European Overnight Index Average). Der Vertrag zum gemeinsamen Betrieb der Eurex zwischen der Deutsche Börse AG und der SWX Swiss Exchange wurde vorzeitig bis zum Jahr 2014 verlängert. Ende des Jahres 2003 wurde die Grenze von einer Milliarde gehandelter Kontrakte, insgesamt 1,014 Milliarden, erreicht.
Im Februar 2004 startete Eurex in Chicago die Terminbörse Eurex US und dehnte damit ihr Geschäftsmodell auch auf den Handel und das Clearing von USD-denominierten Produkten in den USA aus.
Im Frühjahr 2006 fand ein Wechsel auf dem Posten des Vorstandsvorsitzenden statt; Andreas Preuß übernahm die Geschäfte seines Vorgängers Rudolf Ferscha. In das Produktsortiment neu aufgenommen wurden so genannte Weekly Options, der Bereich der Aktienindexderivate wurde damit auch auf den kurzfristigen Laufzeitenbereich erweitert. Ebenso wurde das Angebot an Aktienderivaten weiter ergänzt – um Futures und Optionen auf Basiswerte aus den Mid Cap-Indizes MDAX und SMI MID sowie auf spanische und schwedische Basiswerte. Ebenso wurden Aktienindexoptionen auf MDAX und SMIM eingeführt. Weiter wurde die erste Eurex-Anbindung eines Mitglieds in Singapur vollzogen. Ab 1. Oktober 2006 übernahm die Man Group 70 % der Eurex US und führt diese unter dem Namen USFE (US Futures Exchange) weiter. Zum Jahresende 2006 lag das Handelsvolumen bei 1,53 Milliarden gehandelten Kontrakten.

## Handelsvolumen
- 1998: 248 Millionen Kontrakte durch 313 registrierte Mitglieder
- 1999: 380 Millionen Kontrakte durch über 400 registrierte Mitglieder
- 2001: 674 Millionen Kontrakte
- 2002: 801 Millionen Kontrakte
- 2003: 1,014 Milliarden Kontrakte
- 2004: 1,066 Milliarden Kontrakte
- 2005: 1,25 Milliarden Kontrakte
- 2006: 1,53 Milliarden Kontrakte
- 2007: 1,9 Milliarden Kontrakte
- 2008: 2,165 Milliarden Kontrakte
- 2009: 1,7 Milliarden Kontrakte
- 2010: 1,9 Milliarden Kontrakte
- 2011: 2,04 Milliarden Kontrakte
- 2012: 1,66 Milliarden Kontrakte
- 2013: 2,2 Milliarden Kontrakte[2]
- 2014: 2,1 Milliarden Kontrakte[3]
- 2015: 2,3 Milliarden Kontrakte[4]

- 2019: 1,94 Milliarden Kontrakte
- 2020: 1,86 Milliarden Kontrakte[5]

## Produkte
Eurex bietet ein umfangreiches Angebot an Aktien-, Aktienindex-, Zins- und Volatilitätsderivaten sowie Derivaten auf Börsengehandelte Fonds an.

### Aktienderivate
Im Aktienoptionssegment können Investoren an Eurex knapp 200 Aktienoptionen auf amerikanische, deutsche, finnische, französische, italienische, niederländische, schweizerische, schwedische und spanische Basistitel handeln, darunter Aktienoptionen auf 49 der 50 Werte des EURO STOXX 50 Index.
Nach und nach wird von Eurex auch die Anzahl an Futures auf Aktien (Single Stock Futures) erweitert. Auf mittlerweile insgesamt rund 370 Einzelwerte können nunmehr auch Futures gehandelt werden.

### Aktienindexderivate
Im Bereich der Aktienindexderivate umfasst das Produktangebot Futures und Optionen auf die führenden internationalen Blue-Chip-Indizes, europäische Midcap-Segmente sowie verschiedene Branchenindizes. Im Einzelnen sind dies:
- Futures und Optionen auf den EURO STOXX 50 Index
- Futures und Optionen auf den STOXX Europe 50 Index
- Futures und Optionen auf den STOXX Europe 600 Index
- Futures und Optionen auf den STOXX Europe Mid 200 Index
- Futures und Optionen auf den DAX, MDAX und TecDAX
- Futures und Optionen auf den SMI und SMIM
- Weekly Options auf den EURO STOXX 50 Index, DAX und SMI
- Futures und Optionen auf den OMX-Helsinki 25 Index
- Futures und Optionen auf EURO STOXX Sector Indizes
- Futures und Optionen auf STOXX Europe 600 Sector Indizes

### Volatilitätsindexderivate
Die neuesten Erweiterungen sind Volatilitäts-Futures auf die Volatilitäts-Indizes der Deutsche Börse AG (VDAX-NEW), SWX Swiss Exchange (VSMI) und STOXX Ltd. (VSTOXX). Damit können Marktteilnehmer zum ersten Mal Volatilitätsschwankungen auf den deutschen, schweizerischen und europäischen Aktienmärkten mit einer börsengehandelten Futures-Familie absichern.
- VSTOXX-Futures

### Derivate auf Börsengehandelte Fonds
Im November 2002 wurde an der Eurex der Handel mit Futures und Optionen auf Börsengehandelte Fonds (ETF), eingeführt. Die entsprechenden Basiswerte sind:
- DAX EX
- EURO STOXX 50 EX
- iShares EURO STOXX 50 EX
- XMTCH on SMI

### Zinsderivate
Die Zinsderivate decken die deutsche Zinskurve im Laufzeitenbereich von bis zu 35 Jahren sowie die Schweizer Zinskurve im Laufzeitenbereich von 8 bis 13 Jahren ab:
- Euro-Schatz-Futures (Basiswert Bundesschatzanweisungen mit einer Restlaufzeit zwischen 1,75 und 2,25 Jahren)
- Euro-Bobl-Futures (Basiswert Bundesobligationen mit einer Restlaufzeit zwischen 4,5 und 5,5 Jahren)
- Euro-Bund-Futures (Basiswert Bundesanleihen mit einer Restlaufzeit zwischen 8,5 und 10,5 Jahren)
- Euro-Buxl-Futures (Basiswert Bundesanleihen mit einer Restlaufzeit zwischen 24 und 35 Jahren)
- CONF-Futures (Basiswert Schuldverschreibungen der Schweizerischen Eidgenossenschaft)

Auf Euro-Schatz-, Euro-Bobl- sowie Euro-Bund-Futures können auch Optionen gehandelt werden.
Weitere Produkte im Bereich der Zinsderivate sind die folgenden Geldmarktderivate:
- Einmonats-EONIA-Futures (Basiswert EONIA-Zinssatz)
- Dreimonats-EURIBOR-Futures (Basiswert European Interbank Offered Rate)
- Optionen auf Dreimonats-EURIBOR-Futures

Die Zinsderivate machen rund die Hälfte des Handelsvolumens an Eurex aus. Der Euro-Bund-Futures stellt mit rund einer Million gehandelter Kontrakte pro Tag das umsatzstärkste Produkt an Eurex dar.

### Energiederivate
Seit 5. Dezember 2007 bietet die Eurex in Kooperation mit der European Energy Exchange AG (EEX) den Handel mit Energiederivaten, im Bereich CO2-Futures an. Ebenfalls kooperieren die beiden Clearinghäuser der Eurex und der EEX in dieser Hinsicht. Die Kontrakte werden physisch durch die European Commodity Clearing AG (ECC) beliefert.

## Eurex Repo
Das Geschäftsmodell von Eurex erstreckt sich nicht nur auf Termingeschäfte, sondern ebenso auf außerbörsliche Kassamarktgeschäfte.

### Eurex Repo
An Eurex Repo können Marktteilnehmer eine breite Auswahl an Rückkaufvereinbarungen (Repos), unter anderem für deutsche und österreichische Staatsanleihen, Jumbo-Pfandbriefe, Länderanleihen, Schuldverschreibungen der KfW-Bankengruppe sowie der europäischen Investmentbankanleihen handeln. Repos kombinieren den Verkauf von Wertpapieren mit dem Rückkauf gleichartiger Papiere auf Termin.
Eurex Repo operiert auf zwei verschiedenen Märkten, dem Repo-Markt in Euro und dem Repo-Markt in Schweizer Franken. Die Marktteilnehmer haben so Zugang zu verlässlichen Handels-, Clearing- und Abwicklungssystemen für den europäischen und schweizerischen Repo-Markt.
Der Repo-Markt in Euro ermöglicht europäischen Finanzdienstleistern den Zugang zur Refinanzierung mit europäischen Wertpapieren. Eurex Repo gibt den institutionellen Investoren die Möglichkeit, in verschiedenen standardisierten Besicherungs-Segmenten ihr Liquiditätsmanagement zu optimieren.
Am Repo-Markt in Schweizer Franken verwalten über einhundert internationale Banken ihre Liquidität. Die Marktteilnehmer können ihr Funding- und Besicherungsmanagement direkt am Schweizer Interbankenmarkt sowie über eine Beteiligung an den meist täglich stattfindenden Auktionen der Schweizerischen Nationalbank (SNB) vornehmen.
Bei den Repo-Geschäften zwischen zwei institutionellen Investoren tritt die Eurex Clearing AG als zentraler Kontrahent auf und garantiert den Marktteilnehmern somit die tatsächliche Erfüllung der eingegangenen Leistungsverpflichtungen.
Grundsätzlich ist die Eurex Repo GmbH für alle interessierten Kreditinstitute und Finanzdienstleister offen. Die Unternehmen müssen in ihrem jeweiligen Sitzstaat einer Finanzmarktaufsicht unterstehen. Für Privatanleger ist der Handel an Eurex Repo derzeit nicht möglich, da es ein reiner Interbankenhandel ist und die Kontraktgrösse im mehrstelligen Millionenbereich liegt.

## Besondere Vorkommnisse
Am 22. Februar 2016 wurde der Börsenhandel nach M1-Blow-Off in den Instrumenten FDAX, FDXM, FESX, BUND, SCHATZ, BOBL und BUXL durch Market Supervision für den europäischen Futureshandel im EUREX-System T7 von 11:09 bis 12:50 Uhr angehalten.